# Міжлісьє
Міжлі́сьє (рос. Межлесье) — присілок у складі Шуміхинського району Курганської області, Росія. Входить до складу Більшовицької сільської ради.
Населення — 95 осіб (2010, 174 у 2002).
Національний склад станом на 2002 рік: росіяни — 90 %.